# Blue Mitchell
Richard Allen "Blue" Mitchell (13. marts 1930 i Miami Florida – 21. maj 1979 i Los Angeles Californien USA) var en amerikansk trompetist og komponist.
Mitchell blev opdaget af Cannonball Adderley, men kom for alvor frem i Horace Silvers kvintet.(1958-1964). 
Han dannede efter bruddet med Silver sin egen kvintet, med bl.a. Chick Corea og Al Foster som indspillede en snes plader for pladeselskabet Blue Note.
Mitchell har ligeledes spillet med bl.a. Louis Bellson, Ray Charles, Bill Holman, Tony Bennett,Philly Joe Jones, Jackie McLean, Dexter Gordon, Hank Mobley, John Mayall, Tadd Dameron og Johnny Griffin.
Han har indspillet for pladeselskaberne Riverside,Blue Note og Mainstream Records, delvis i eget navn og som sideman.

## Udvalgt Diskografi
I eget navn:
- Big 6
- Out of the Blue
- Blue Soul
- Blue´s Moods
- Smooth as the Wind
- A Sure Thing
- The Cup Bearers
- Step Lightly
- The Thing to Do
- Down With It
- Bring It Home To Me
- Boss Horn
- Heads Up
- Collision In Black
- Bantu Village

som sideman:
- Portrait of Cannonball – Cannoball Adderley
- Jackie´s Back – Jackie McLean
- Finger Poppin´ – Horace Silver
- Blowin the Blues Away – Horace Silver
- Horace-Scope – Horace Silver
- Song For My Father – Horace Silver
- The Magic Touch – Tadd Dameron
- Hi Voltage – Hank Mobley
- Drum Song – Philly Joe Jones
- Jazz Blues Fusion – John Mayall

## Eksterne kilder og henvisninger
- BIografi